# Simmesport
Simmesport és una població dels Estats Units a l'estat de Louisiana. Segons el cens del 2000 tenia 2.239 habitants.

## Demografia
Segons el cens del 2000, Simmesport tenia 2.239 habitants, 751 habitatges, i 510 famílies. La densitat de població era de 400,2 habitants/km².
Dels 751 habitatges en un 37,7% hi vivien nens de menys de 18 anys, en un 40,1% hi vivien parelles casades, en un 23,2% dones solteres, i en un 32% no eren unitats familiars. En el 29,3% dels habitatges hi vivien persones soles el 13% de les quals corresponia a persones de 65 anys o més que vivien soles. El nombre mitjà de persones vivint en cada habitatge era de 2,58 i el nombre mitjà de persones que vivien en cada família era de 3,18.
Per edats la població es repartia de la següent manera: un 27,9% tenia menys de 18 anys, un 10% entre 18 i 24, un 30,1% entre 25 i 44, un 17,7% de 45 a 60 i un 14,2% 65 anys o més.
L'edat mediana era de 34 anys. Per cada 100 dones de 18 o més anys hi havia 59,4 homes.
Cap de les famílies i el 35,8% de la població estaven per davall del llindar de pobresa.

## Poblacions més properes
El següent diagrama mostra les poblacions més properes.